# بایین (هنرپیشه)
بایین (انگلیسی: Bayin؛ زادهٔ اوت ۱۹۶۳) که با نام بایانرول هم شناخته می‌شود، یک هنرپیشه و کارگردان فیلم اهل مغولستان داخلی در چین است.
وی بابت فیلمش نورجمعه برندهٔ جایزهٔ «بهترین فیلم» در بخش بین‌الملل سی و سومین دوره جشنواره فیلم فجر شد.
از فیلم‌ها یا مجموعه‌های تلویزیونی که وی در آن‌ها نقش داشته‌است می‌توان به افسانه شجاعان، نیمی خدایی و نیمی شیطانی، بازگشت عقاب‌های مبارز، نورجمعه و چنگیزخان اشاره نمود.